# Haven van Brussel

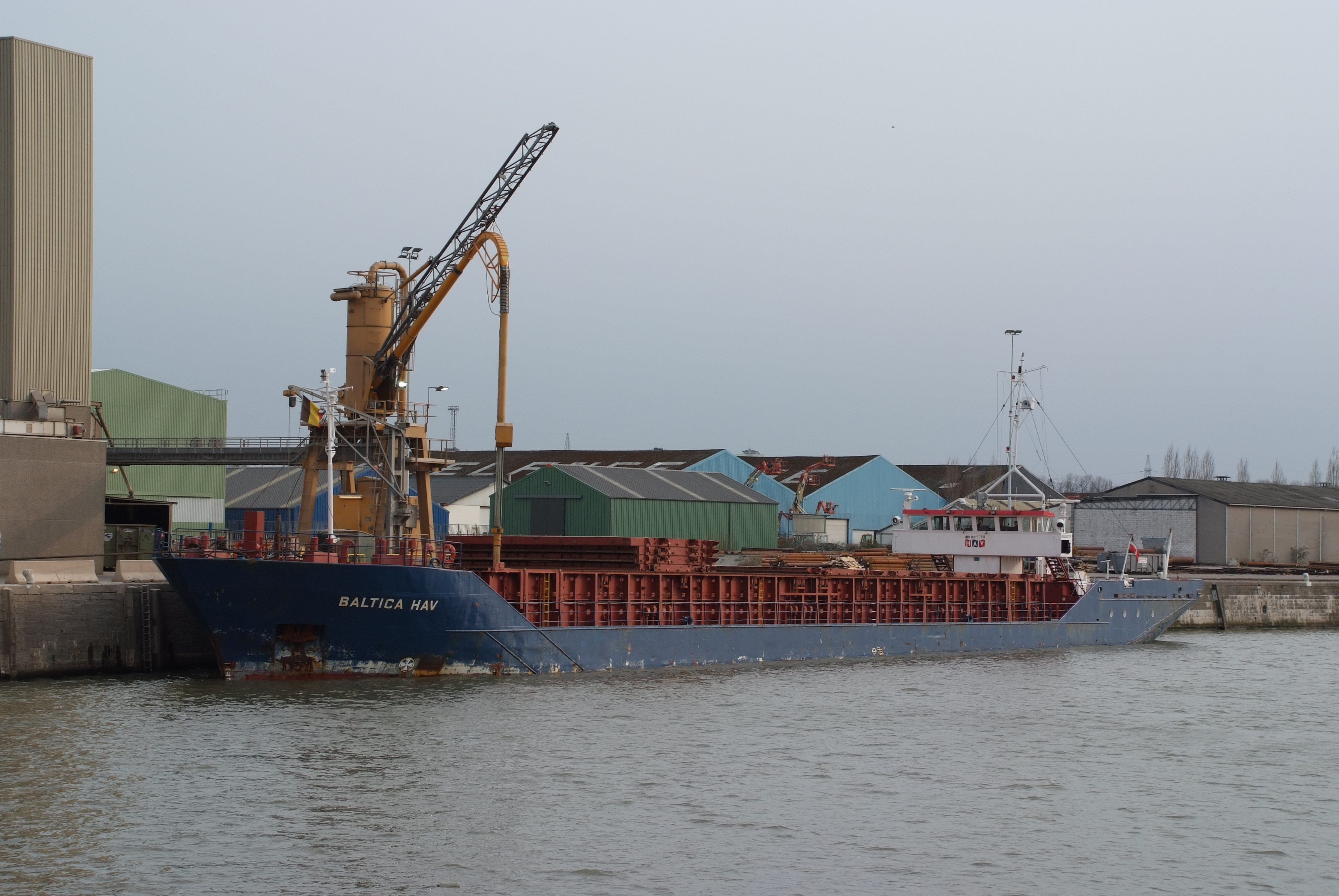
Kustvaarder Baltica Hav in de haven van Brussel

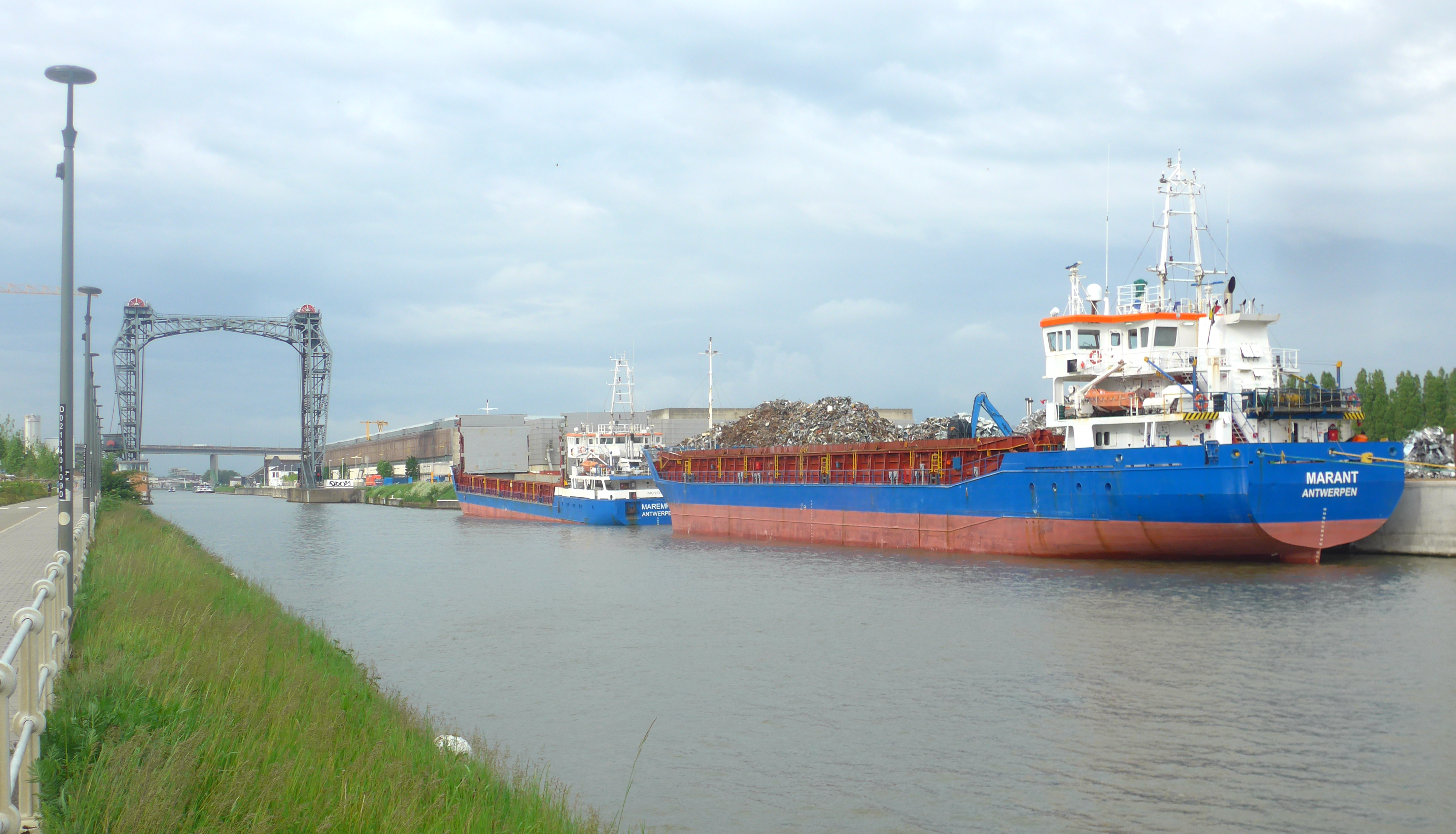
Twee zeeschepen in de haven van Brussel

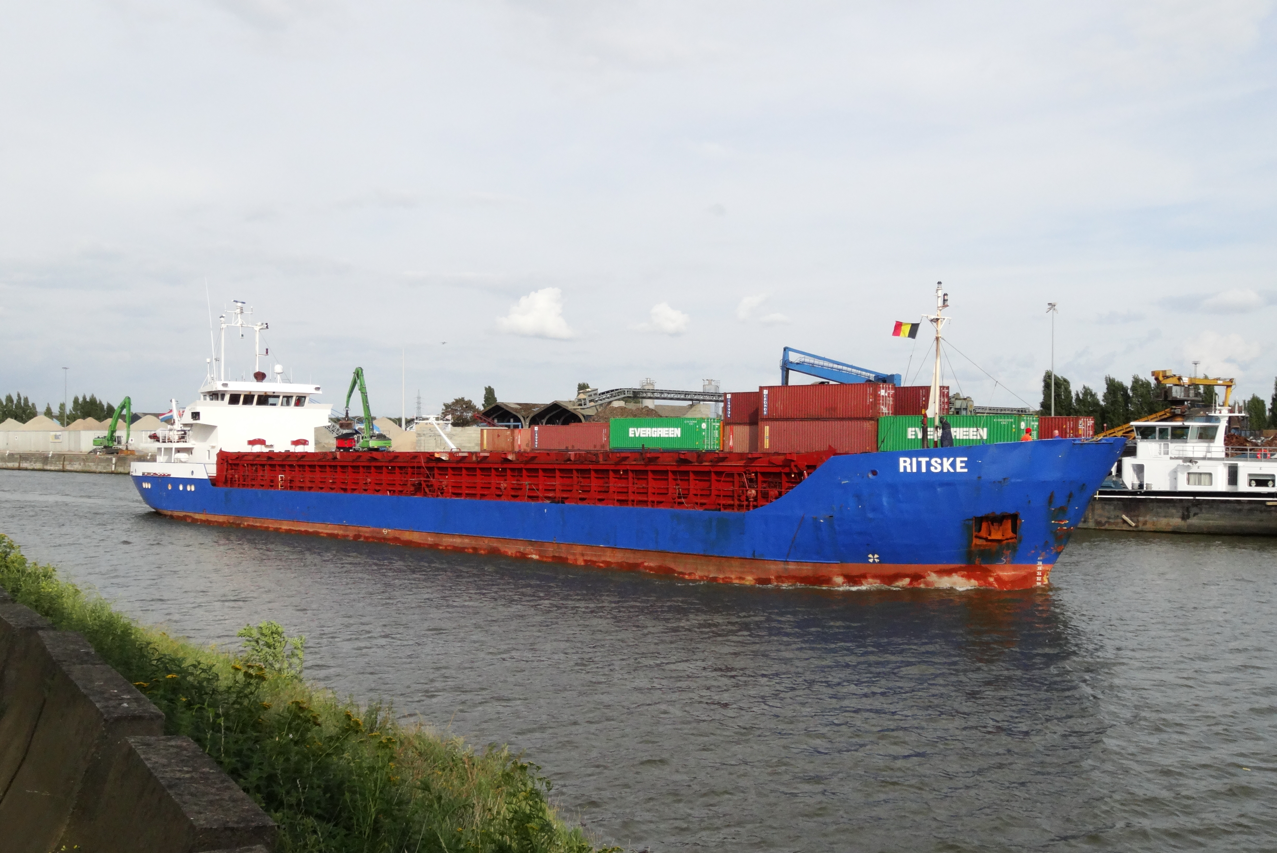
Zeeschip Ritske in de haven van Brussel

De Haven van Brussel is een binnenhaven, die toegankelijk is voor schepen tot 4.500 ton en duwvaartkonvooien tot 9.000 ton. Via het Zeekanaal Brussel-Schelde kunnen zelfs zeeschepen (fluviomaritieme en kustvaarders) de voorhaven bereiken, en via het Kanaal Charleroi-Brussel wordt de doorvoer naar het Waals Gewest verzekerd. Het grootste gedeelte van de haven bevindt zich in de noordelijke uitbreiding van Brussel.

## Vandaag
Op de beperkte oppervlakte (64 ha) zijn ongeveer 300 bedrijven actief, die goed zijn voor zo’n 12.000 banen.
In de haven worden meer dan 20 miljoen ton goederen verhandeld, waarvan het merendeel via spoorweg en wegtransport. Via de waterweg transiteren er 7,7 miljoen ton (cijfers 2004) . Van de watergebonden trafiek heeft 52% Nederland als oorsprong of bestemming. België komt op de tweede plaats met 28% en Duitsland op drie met 13%. Het transport betreft vooral bouwmaterialen (49%), brandstoffen (30%) en voedings- en landbouwproducten (14%).
De Haven van Brussel werd op 1 juni 1993 opgericht, ten gevolge van de opsplitsing van de N.V. Zeekanaal in een Vlaamse en een Brusselse instelling, vijf jaar nadat in België de bevoegdheid over de havens aan de Gewesten werd overgedragen. De nieuwe autonomie in 1993 zorgde meteen voor een nieuwe dynamiek en groei in de resultaten. In de twintig jaar daarvoor was de trafiek van 14,4 miljoen ton in 1974 tot minder dan een derde gezakt. Sinds 1993 is de trafiek opnieuw met 60% toegenomen.
De belangrijkste aandeelhouders zijn het Brussels Hoofdstedelijk Gewest (58,05%) en de stad Brussel (33,40%). Samen met de Brusselse investeringsmaatschappij Brinfin (3,67%) en enkele andere Brusselse gemeenten (4,88%) duiden zij de leden van de raad van bestuur aan.

## Geschiedenis

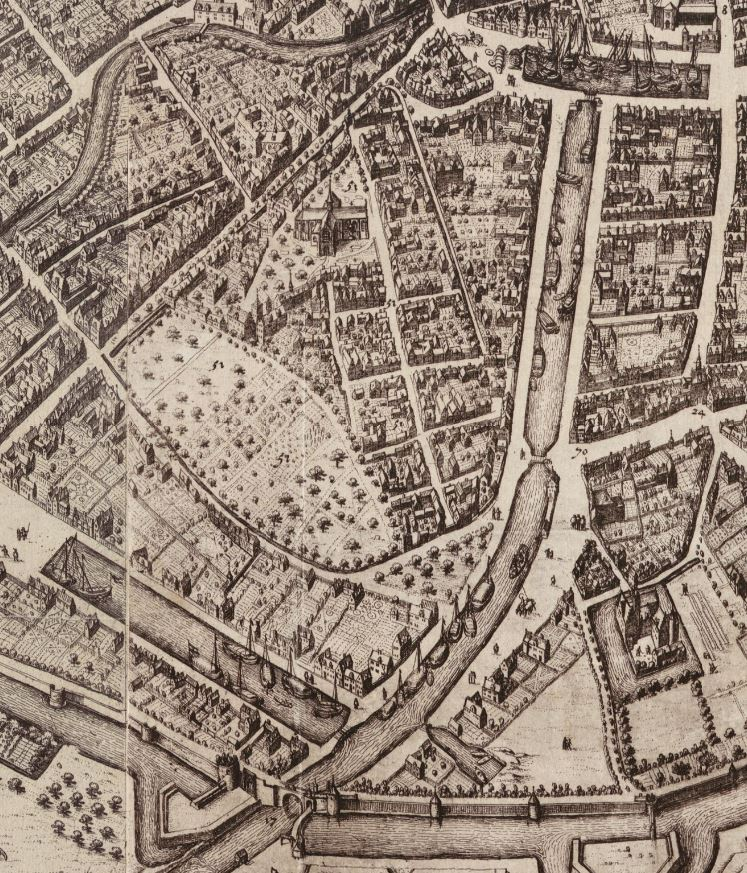
De haven in 1640 (Oeverpoort onderaan links)

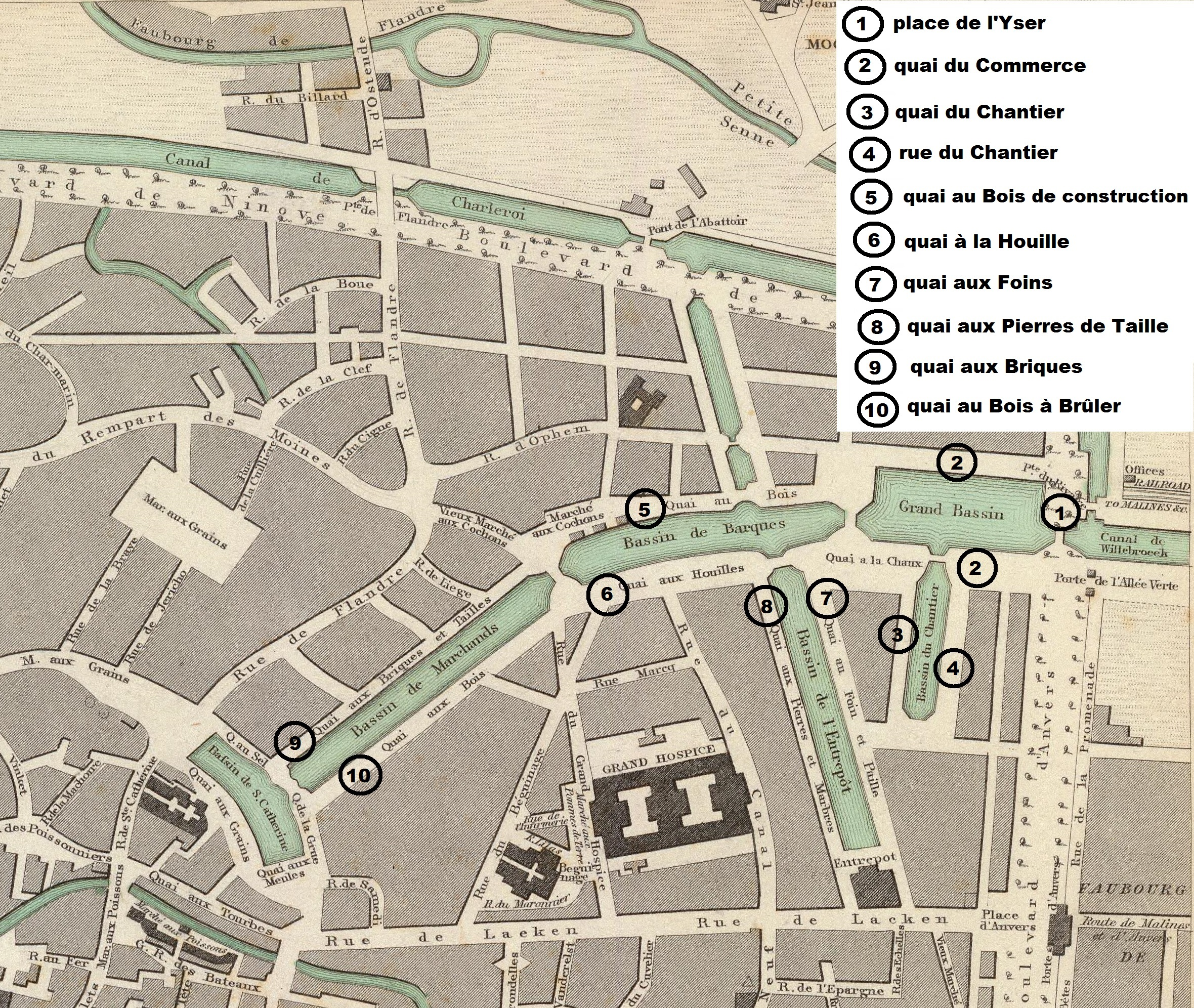
Maximale expansie (2e kwart 19e eeuw)

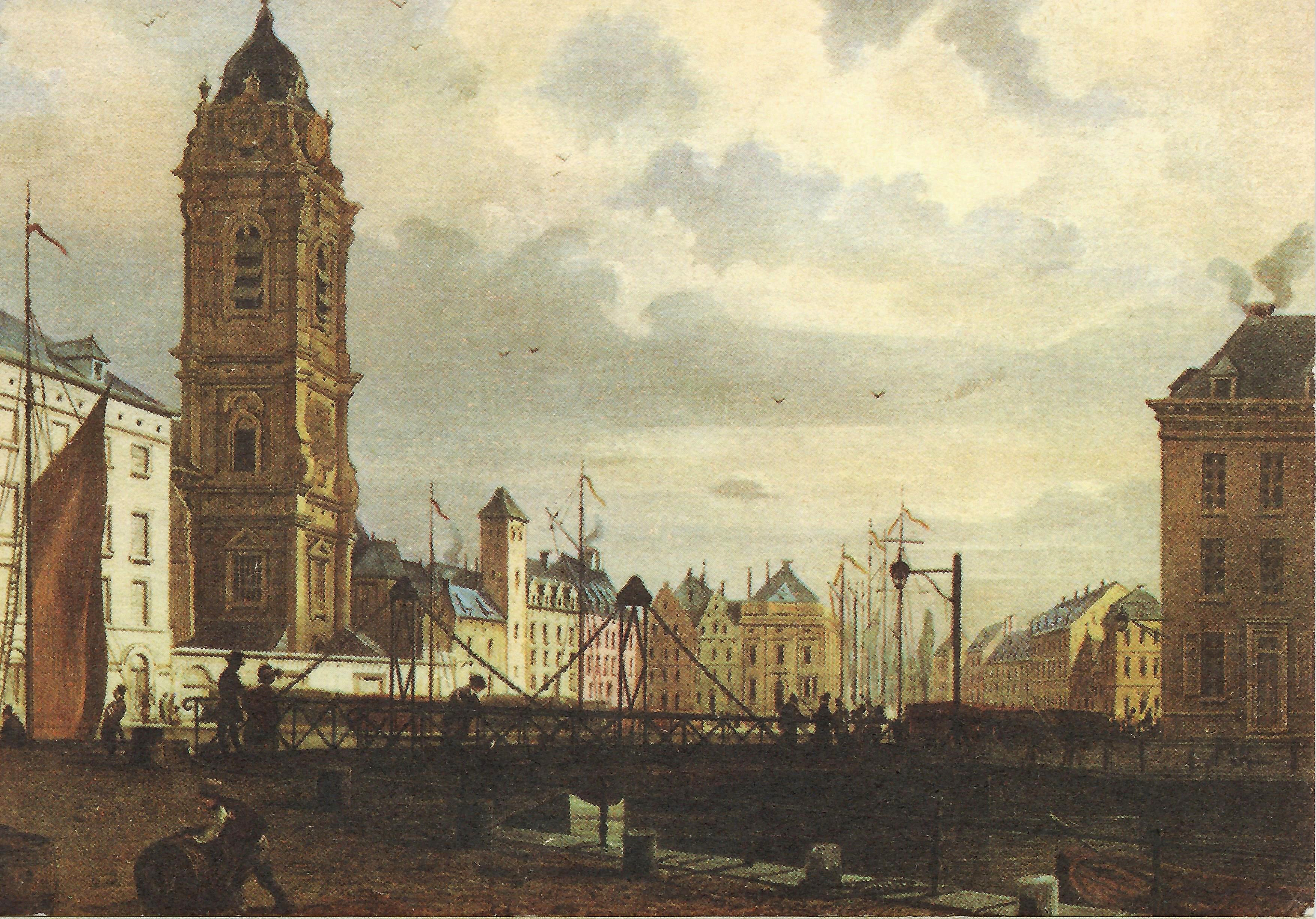
Sint-Katelijnedok in de 19e eeuw (lith. Henri Borremans)

De oorspronkelijke haven van Brussel was de Werf aan de Zenne. Bij de constructie van het Kanaal van Willebroek werd een volledig nieuwe binnenhaven aangelegd door het uitgraven van verschillende dokken tot aan de Oeverpoort, waar de omwallingen de vaarweg kruisten. Binnenvarend verkeer kwam eerst in het Schuitendok en dan in het Koopliedendok. Dit geheel werd in 1561 geopend voor de scheepvaart. Drie jaar later werd een oude walgracht aan het einde van het Koopliedendok omgevormd tot het Sint-Katelijnedok. Een uitbreiding in 1639 voegde twee nieuwe dokken toe dwars op het Schuitendok: ten zuiden het Hooidok (Stapelhuisdok) en ten noorden het Mestbakdok. Verdere expansie volgde in de 19e eeuw, met de opening van het Werfdok in 1824 (omvorming van de walgracht 'Zaet') en de verbreding van een deel van het Schuitendok tot het Handelsdok of Groot Dok in 1830. Twee jaar later kwam het Kanaal van Charleroi gereed en was het Kanaal van Willebroek op een diepte van 3,2 m gebracht.
In de tweede helft van de 19e eeuw begon men dokken te dempen omdat ze niet langer voldeden en het havenbedrijf zich buiten de Vijfhoek begon te ontwikkelen. Eerst verdwenen het Sint-Katelijnedok, Mestbakdok en Werfdok (1853-1855), dan ruimde een gedeelte van het Koopliedendok plaats voor de nieuwe Vismarkt (1882) en ten slotte werden in 1910-1911 de overige dokken binnen de Vijfhoek opgevuld. De haven verplaatste zich naar de terreinen van Thurn en Taxis. Bij deze herinrichting van de haveninstallaties (1909-1914) werd het tracé van de Willebroekse vaart 60 m westwaarts verplaatst. In 1922 werden drie nieuwe dokken in gebruik genomen van wat een zeehaven was geworden: het Gobert-, Beco- en Vergotedok. Daaraan werd in 1939 een voorhaven toegevoegd op de Mon-plaisirvlakte in Schaarbeek.
In de binnenstad herinneren de straatnamen langsheen de voormalige dokken aan de waar die op elke kaai werd behandeld.

## Toekomst
Een van de plannen voor de haven is de bouw van een passagiersterminal voor cruiseschepen over een lengte van 240 meter. Deze passagiersterminal zal gebouwd worden op de linkeroever ter hoogte van Neder-over-Heembeek. Zo willen de regering en de Haven van Brussel tegemoetkomen aan het stijgend aantal schepen dat Brussel aandoet.

## Bestuur
| Periode      | Voorzitter          |
| ------------ | ------------------- |
| 2000 - 2001  | Marie-Jeanne Riquet |
| 2001 - 2004  | Olivier Maingain    |
| 2004 - 2007  | Fabrice Cumps       |
| 2007 - 2010  | Laurence Bovy       |
| 2010 - 2011  | Charles Jonet       |
| 2011 - 2013  | Benoit Hellings     |
| 2013 - 2014  | Thibaud Wyngaard    |
| 2014 - 2020  | Mohammed Jabour     |
| 2020 - heden | Yassine Akki        |

| Periode      | Directeur-generaal |
| ------------ | ------------------ |
| 1993 - 2000  | Steven Vanackere   |
| 2000 - 2009  | Charles Huygens    |
| 2009 - 2022  | Alfons Moens       |
| 2022 - heden | Gert Van der Eeken |